# Сассіноро
Сассіноро (італ. Sassinoro) — муніципалітет в Італії, у регіоні Кампанія, провінція Беневенто.
Сассіноро розташоване на відстані близько 195 км на схід від Рима, 70 км на північний схід від Неаполя, 28 км на північ від Беневенто.
Населення — 647 осіб (2014).
Щорічний фестиваль відбувається 8 травня. Покровитель — святий Архангел Михаїл.

## Демографія
Населення за роками:

Станом на 1 січня 2023 року в муніципалітеті офіційно проживало 65 іноземців з 15 країн, серед них 23 громадяни країн Євросоюзу.

## Клімат
| SASSINORO            | Місяці | Місяці | Місяці | Місяці | Місяці | Місяці | Місяці | Місяці | Місяці | Місяці | Місяці | Місяці | Пора | Пора | Пора | Пора | Рік  |
| SASSINORO            | Січ    | Лют    | Бер    | Кві    | Тра    | Чер    | Лип    | Сер    | Вер    | Жов    | Лис    | Гру    | Зим  | Вес  | Літ  | Осі  | Рік  |
| -------------------- | ------ | ------ | ------ | ------ | ------ | ------ | ------ | ------ | ------ | ------ | ------ | ------ | ---- | ---- | ---- | ---- | ---- |
| Темп. макс. (°C)     | 4.0    | 7.2    | 12.7   | 18.9   | 22.5   | 26.9   | 30.6   | 31.6   | 24.1   | 17.6   | 10.6   | 8.5    | 6.6  | 18   | 29.7 | 17.4 | 17.9 |
| Темп. мін. (°C)      | -1.3   | 0.3    | 4.5    | 8.5    | 13.0   | 16.8   | 19.0   | 18.5   | 15.4   | 10.3   | 6.6    | 2.6    | 0.5  | 8.7  | 18.1 | 10.8 | 9.5  |
| Опади (мм)           | 43     | 41     | 47     | 56     | 62     | 58     | 44     | 47     | 54     | 68     | 63     | 51     | 135  | 165  | 149  | 185  | 634  |
| Дні опадів (≥ 1 мм)  | 6      | 6      | 7      | 8      | 9      | 7      | 5      | 5      | 6      | 7      | 8      | 7      | 19   | 24   | 17   | 21   | 81   |
| Роза вітрів (Вузлів) | W 3.0  | W 3.3  | E 3.4  | E 3.5  | E 3.1  | E 3.0  | E 3.0  | E 2.8  | E 2.8  | E 3.0  | W 3.3  | W 3.2  | 3.2  | 3.3  | 2.9  | 3    | 3.1  |

## Сусідні муніципалітети
- Морконе
- Сепіно